# Abbaye territoriale

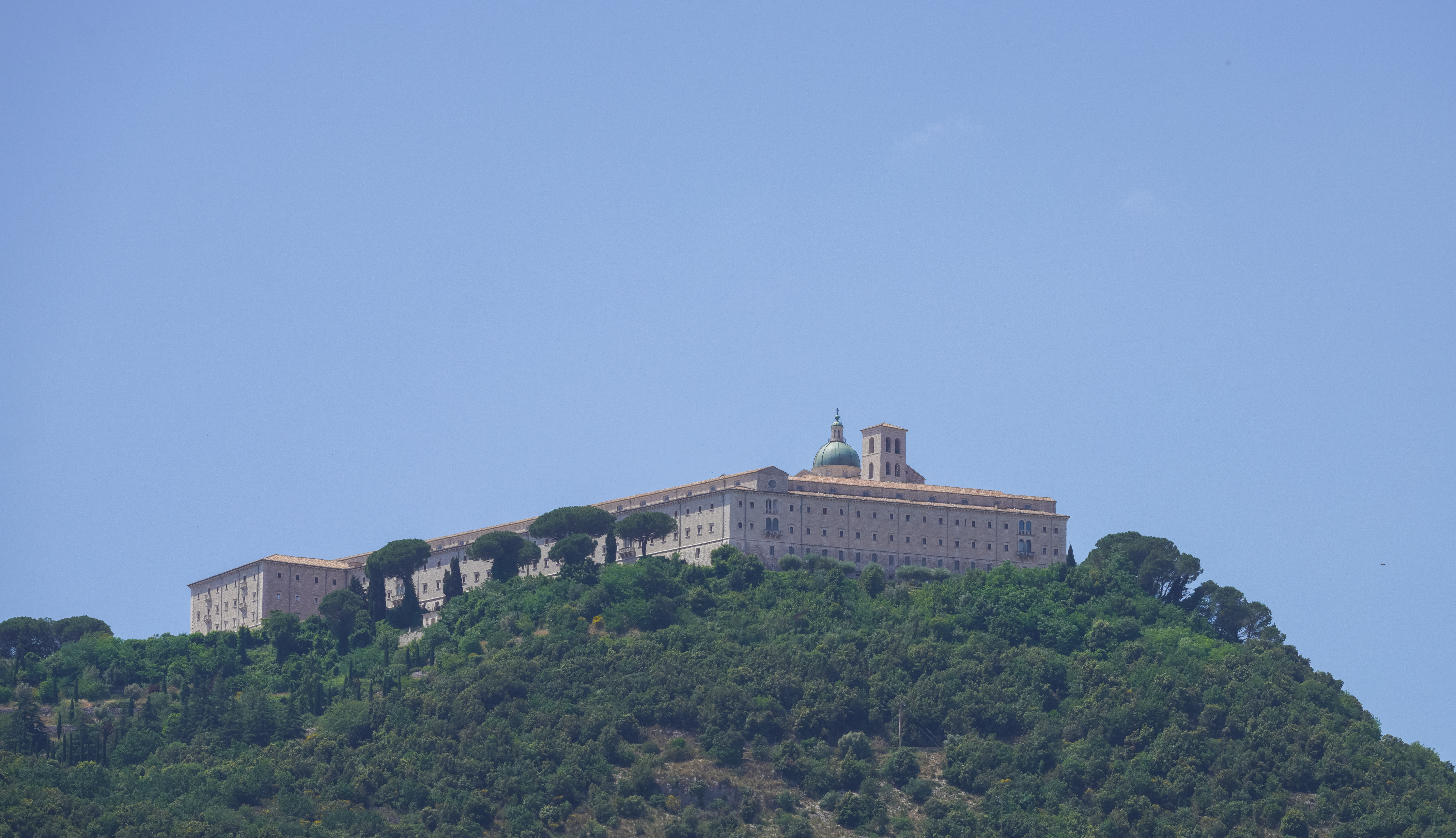
Abbaye du Mont-Cassin

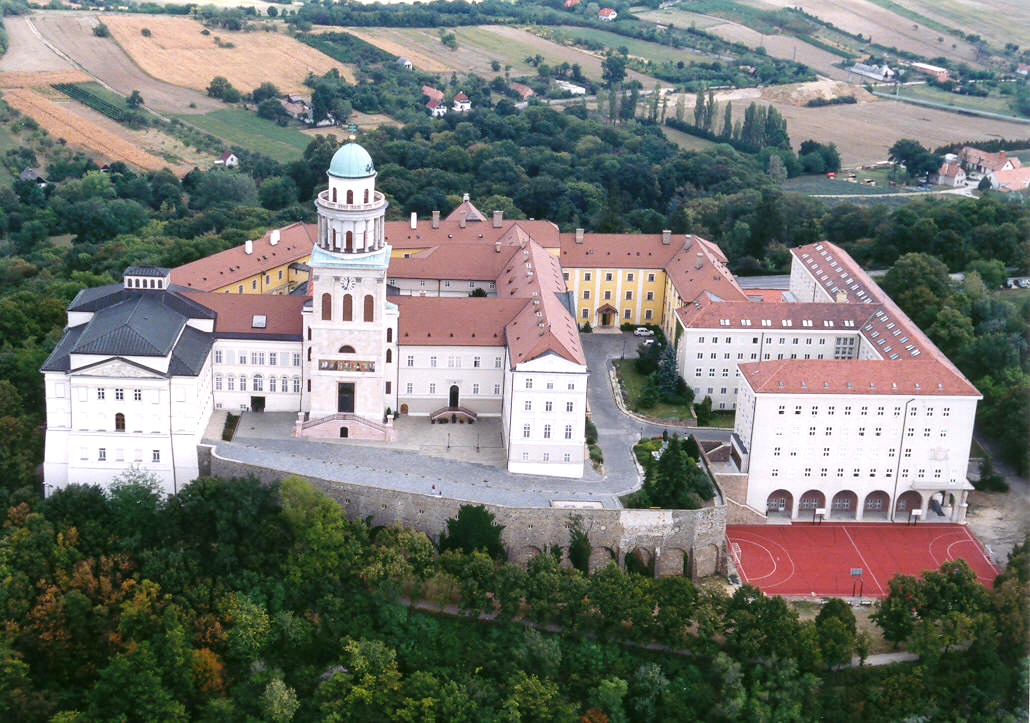
Abbaye de Pannonhalma

Dans l'Église catholique latine, une abbaye territoriale (en latin : Abbatia territorialis), anciennement appelée Abbaye nullius, est une abbaye qui a une autonomie juridictionnelle semblable à celle d’un diocèse, exercée sur un territoire particulier plus large que le domaine de l’abbaye. L’abbé a l’autorité et le pouvoir d’un évêque. Il a le rang de prélat, même s'il n'est pas nécessairement consacré évêque.

## Origine
L’origine des abbayes territoriales remonte à la fin du IXe siècle, lorsque les moines sont de plus en plus engagés dans le travail pastoral autour de leur abbaye, ce qui se fait de manière souvent indépendante vis-à-vis d’évêques et diocèses lointains et peu accessibles. Les abbés obtiennent une juridiction épiscopale non seulement sur leurs moines mais également sur les églises et paroisses qui dépendent de l’abbaye. Les papes du XIe et XIIe siècles confirment ces exemptions et concèdent aux abbés insignes et honneurs liés à la charge épiscopale.
En une époque plus récente, l’engagement missionnaire de certaines abbayes renouvelle l’idée d’abbayes territoriales qui sont alors assez semblables aux « diocèses missionnaires » confiés à des ordres religieux.

## Siège
Le siège d'une abbaye territoriale est une église abbatiale. C'est l’équivalent d’une cathédrale pour ce territoire abbatial.
Certaines abbatiales, sièges d'une abbaye territoriale, sont aussi des basiliques mineures. C'est le cas de l'abbatiale de Mont-Cassin, de Saint-Martin de Pannonhalma, de Saint-Maurice d’Agauneet de Sainte-Scholastique de Subiaco.

## Législation récente
Le code de droit canonique de 1917, qui établit le Corpus iuris canonici (CIC), maintient les abbayes nullius diocesis. Il définit l'abbé nullius comme le prélat inférieur qui est l'ordinaire d'un territoire, exempt de la juridiction de tout diocèse, sur lequel il exerce les mêmes pouvoirs que l'évêque résidentiel en son diocèse, et dont l'église est abbatiale.
Par la lettre apostolique Catholica Ecclesia du 23 octobre 1976, le pape Paul VI décrète qu’il ne sera plus érigé d’abbaye territoriale sinon pour « des raisons très spéciales ». Le même motu proprio donne des critères et normes juridiques pour la réorganisation de cette structure ecclésiastique très ancienne.
Le Code de droit canonique de 1983 définit (canon no 370) : « La prélature territoriale ou l'abbaye territoriale est une portion déterminée du peuple de Dieu, territorialement circonscrite, dont la charge, à cause de circonstances spéciales, est confiée à un Prélat ou à un Abbé qui la gouverne comme son pasteur propre, à l'instar de l'Évèque diocésain. ». En droit, l’abbé est alors équivalent à un évêque diocésain. Dans le cas d’une abbaye territoriale, l’élection du père abbé doit être confirmée par le pape (canon no 381).

## Liste des abbayes territoriales
Le 1er mai 2013, l'Église catholique compte onze abbayes territoriales. Elles ont toutes un territoire fort restreint de quelques paroisses seulement.
| Nom en français                         | Nom local                                   | Pays          | Superficie (km2) | Paroisse(s) | Province ecclésiastique | Région ecclésiastique | Rite     | Abbé                       | Ordre  | Réf. |
| --------------------------------------- | ------------------------------------------- | ------------- | ---------------- | ----------- | ----------------------- | --------------------- | -------- | -------------------------- | ------ | ---- |
| Einsiedeln                              | Einsiedeln (de)                             | Suisse        | 1                | 1           | exempt                  |                       | romain   | Urban Federer              | OSB    | ,    |
| Mont-Cassin                             | Montecassino (it)                           | Italie        | 1                | 1           | exempt                  | Latium                | romain   | Antonio Luca Fallica       | OSB    | ,    |
| Mont-Olivet                             | Monte Oliveto Maggiore (it)                 | Italie        | 49               | 4           | exempt                  | Toscane               | romain   | Diego Gualtiero Maria Rosa | OSB    | ,    |
| Montevergine                            | Montevergine (it)                           | Italie        | 3                | 1           | Bénévent                | Campanie              | romain   | Riccardo Luca Guariglia    | OSB    | ,    |
| Pannonhalma                             | Pannonhalma (hu)                            | Hongrie       | 356              | 15          | exempt                  |                       | romain   | Cirill Hortobágyi          | OSB    | ,    |
| Saint-Maurice d’Agaune                  | Saint-Maurice                               | Suisse        | 100              | 5           | exempt                  |                       | romain   | Vacant                     | C.R.A. | ,    |
| Sainte-Marie de Grottaferrata           | Santa Maria di Grottaferrata (it)           | Italie        | 1                | 1           | exempt                  | Latium                | byzantin | Vacant                     | OSBI   | ,    |
| Très-Sainte-Trinité de Cava de' Tirreni | Santissima Trinità di Cava de' Tirreni (it) | Italie        | 1                | 1           | Salerne-Campagna-Acerno | Campanie              | romain   | Michele Petruzzelli        | OSB    | ,    |
| Subiaco                                 | Subiaco (it)                                | Italie        | 8                | 1           | exempt                  | Latium                | romain   | Mauro Meacci               | OSB    | ,    |
| Tŏkwon                                  | — (ko)                                      | Corée du Nord | —                | —           | exempt                  |                       | romain   | Simon Peter Ri Hyong-u     | OSB    | ,    |
| Wettingen-Mehrerau                      | Wettingen-Mehrerau (de)                     | Autriche      | 1                | —           | exempt                  |                       | romain   | Vinzenz Wohlwend           | O.Cis. | ,    |

## Anciennes abbayes territoriales
- En Italie :
  - L'abbaye de Farfa, dont le titre est relevé par l'évêque de Sabina-Poggio Mirteto.
  - Fontevivo, dont le titre est relevé par l'évêque de Parme
  - Massa Carrara, dont le titre est relevé par l'évêque de Massa Carrara-Pontremoli
  - L'abbaye de Nonantola, incorporé à l'archidiocèse métropolitain de Modène-Nonantola
  - L'abbaye de Pomposa, dont le titre est relevé par l'archevêque de Ferrara-Comacchio
  - L'abbaye San Colombano de Bobbio, dont le titre est relevé par l'évêque de Plaisance-Bobbio
  - L'abbaye de San Martino al Monte Cimino, dont le titre est relevé par l'évêque de Viterbo
  - San Michele Arcangelo di Montescaglioso, dont le titre est relevé par l'archevêque de Matera-Irsina
  - L'abbaye de Saint-Paul-hors-les-Murs de Rome, incorporé au diocèse de Rome
  - San Salvatore Maggiore, dont le titre est relevé par l'évêque de Rieti
  - Santa Maria di Polsi, dont le titre est relevé par l'évêque de Locri-Gerace
  - Santi Vincenzo ed Anastasio alle tre Fontane, incorporé au diocèse de Rome
  - L'abbaye du Très-Saint-Saveur (abbazia del Santissimo Salvatore) de Messine, dont le titre est relevé par l'archevêque de Messine-Lipari-Santa Lucia del Mela

- En France :
  - L'abbaye de Cluny, dont le titre est relevé par l'évêque d'Autun

- Au Luxembourg :
  - L’abbaye de Clervaux, dans l’archidiocèse de Luxembourg

- En Albanie :
  - L'abbaye territoriale d'Orosh ou Shën Llezhri i Oroshit, actuel diocèse de Rrëshen

- en Ukraine :
  - l'abbaye territoriale de Sozań  abbaye territoriale séculière (abbé et chapitre collégial) en exil depuis l'occupation de ses bâtiments en 1945

- Au Canada :
  - Saint Peter–Muenster, incorporé au diocèse de Saskatoon

- Aux États-Unis :
  - Belmont–Mary Help of Christians, incorporé au diocèse de Charlotte